# 中根知村
中根知村（なかねちむら）は、かつて新潟県西頸城郡にあった村。

## 沿革
- 1889年（明治22年）4月1日 - 町村制の施行により、西頸城郡栗山村、和泉村、大工屋敷村、上野山村、蒲池村、西山村、余所村及び杉ノ当村の区域をもって、西頸城郡中根知村が発足する。
- 1901年（明治34年）11月1日 - 西頸城郡上根知村、中根知村及び下根知村が合併して、西頸城郡根知村が発足する。